# Gambia Democratic Congress
Gambia Democratic Congress (GDC) ist eine 2016 gegründete politische Partei in Gambia unter dem Vorsitz von Mamma Kandeh.

## Profil
Die GDC definiert sich als sozialdemokratische Partei, zu deren zentralen Werten die Menschenwürde und Gleichberechtigung aller Menschen, unabhängig von Faktoren wie Geschlecht, Herkunft und Glauben gehören. Sie bekennt sich zu den Grundsätzen der Demokratie und Rechtsstaatlichkeit. Im Fokus der von der Jugendbewegung geprägten Partei steht seit ihrer Gründung insbesondere die Förderung der Jugend und der Frauen. Zu den proklamierten Zielen der GDC gehören weiterhin nationaler Fortschritt, ein hoher Lebensstandard und die Einigkeit der Bevölkerung von Gambia. Sie setzt sich nach eigenen Angaben daher für Chancengleichheit und die Entwicklung hochqualifizierter und motivierter Arbeitskräfte ein.
Das Motto der Partei lautet „One Gambia, One People“. Ihr Logo zeigt eine offene Kalebasse in zwei Händen.

## Geschichte
Die Initiative zur Gründung der GDC ging von Mamma Kandeh aus, der zuvor Mitglied der Alliance for Patriotic Reorientation and Construction (APRC) gewesen war, bis er im April 2013 aus der Partei ausgeschlossen wurde. Die Gründung der GDC wurde am 11. Mai 2016 von der gambischen Wahlkommission genehmigt, nachdem zuvor in einer Radiosendung der Verdacht der Verschleppung geäußert worden war.  Im Zuge der Parteigründung in Farafenni wechselten 235 ehemalige APRC-Unterstützer zur Gambia Democratic Congress.
Bei der Präsidentschaftswahl in Gambia 2016 kandidierte Kandeh für die GDC und erhielt als Drittplatzierter 17,1 % der Stimmen. Gewählt wurde Adama Barrow, dem der vorherige Amtsinhaber Yahya Jammeh unterlag.
Bei den Parlamentswahlen 2017 trat die GDC als eine von neun Parteien an, wobei sie neben APRC und United Democratic Party (UDP) zu den drei größten zählte. Während die bisherige Oppositionspartei UDP die absolute Mehrheit erreichte, erhielt die GDC 17,4 Prozent der Stimmen und fünf Sitze in der National Assembly. Damit blieb sie hinter den Erwartungen zurück. Die gewählten Abgeordneten waren Kebba Jallow (Wahlkreis Jarra Central), Salifu Jawo (Jokadu), Demba Sowe (Niamina West; † 2020), Omar Ceesay (Niamina East) und Alhagie H. Sowe (Jimara).
Die GDC zeigte sich bei den Regionalwahlen in Gambia 2018 als zweitstärkste Partei nach der UDP, sie konnte 25 Ratsmitglieder (UDP 62) und einen Ratsvorsteher (UDP 7) stellen.
2021 wurden die Abgeordneten Jawo und Jallow nach Differenzen mit Kandeh aus der Partei ausgeschlossen, so dass die GDC zu diesem Zeitpunkt nur noch zwei Vertreter im Parlament hatte.
Kandeh trat bei der Präsidentschaftswahl in Gambia 2021 an und wurde mit 12,3 Prozent der Stimmen erneut Dritter, hinter Präsident Adama Barrow und Ousainou Darboe.
Bei den Parlamentswahlen 2022 kandidierten 27 GDC-Mitglieder, von denen jedoch keines ein Mandat erhielt.
Im Dezember 2022 gab Tina Faal ihren Rückzug aus der Partei bekannt. Die ehemalige Parlamentsabgeordnete war kurz nach Gründung der GDC von der APRC dorthin gewechselt und hatte ab 2020 den stellvertretenden Parteivorsitz inne. Ihr Nachfolger wurde Momodou ABS Mboob.